# Varangal
Varangal  (telugu: వరంగల్, angol: Warangal) város Indiában, Telangána államban. Lakossága 948 ezer fő 2015 elején.
Jelentős közlekedési csomópont, kulturális és gazdasági központ.
Varangal volt a Kákatiják, egy ándhrai dinasztia ősi fővárosa. Marco Polo járt itt és a város gazdagságáról lelkendezve számolt be; a finom fátyolkelmékről megállapította, hogy azokat bármelyik uralkodó örömmel viselné. Ebben az időben kb. 100 ezer lakosa volt a városnak. Varangalt, amit a Kákatiják újjáépítettek, egykor kettős fal övezte: a külső fal nyomai még ma is láthatóak és a belső fal négy tekintélyes kőkapuja valószínűleg a templomba vezetett. A ma is meglévő művészeti remekeken eredeti minták, finoman megmunkált frízek és szegélyek láthatók.

## Fordítás
- Ez a szócikk részben vagy egészben  a   Warangal című angol Wikipédia-szócikk fordításán alapul.  Az eredeti cikk szerkesztőit annak laptörténete sorolja fel. Ez a jelzés csupán a megfogalmazás eredetét és a szerzői jogokat jelzi, nem szolgál a cikkben szereplő információk forrásmegjelöléseként.